# Roswell, New Mexico
Cet article concerne le reboot de 2018. Pour la série originale de 1999, voir Roswell (série télévisée).
Pour les articles homonymes, voir Roswell.
Production
Diffusion
Chronologie
Roswell
Roswell, New Mexico, ou Roswell : Nouveau-Mexique au Québec, est une série télévisée américaine en 52 épisodes de 42 minutes développée par Julie Plec et Carina Adly MacKenzie qui produit et écrit également la série, et diffusée entre le 15 janvier 2019 et le 5 septembre 2022 sur le réseau The CW, et sur Showcase au Canada.
En France, la série est diffusée depuis le 7 janvier 2022 sur la plateforme Salto, et au Québec à partir du 12 janvier 2022 sur Max. Elle reste inédite dans les autres pays francophones.
Il s'agit du reboot de la série télévisée Roswell, créée par Jason Katims et diffusée entre 1999 et 2002 sur The WB et UPN. Contrairement à la série originale, Roswell, New Mexico s'appuie plus particulièrement sur la série de romans Roswell High écrits par Melinda Metz, celle-ci étant elle-même inspirée par l'affaire Roswell. 

## Synopsis
Liz Ortecho  revient dans sa ville natale de Roswell au Nouveau-Mexique, après l'avoir quitté 10 ans auparavant à la mort de sa sœur, Rosa. À priori sa sœur serait morte en conduisant sous l'emprise de la drogue et en emportant deux jeunes filles avec elle. Sur le chemin, elle se fait arrêter par Max Evans, ancien camarade de lycée, partenaire de laboratoire et ami devenu policier. Heureuse de le retrouver, elle l'invite à boire un milk-shake au restaurant de son père. Mais au cours de ces retrouvailles, elle reçoit une balle qui visait le restaurant en représailles contre les latinos.
Max ne supporte pas de la voir mourir sous ses yeux et sans plus réfléchir, il prend le risque de dévoiler ses pouvoirs pour sauver la vie de celle qu'il aime depuis toujours. Il est en effet un extra terrestre, présent sur terre avec sa sœur Isobel et leur ami Michael, également extra terrestres avec des pouvoirs.

## Distribution

### Acteurs principaux
- Jeanine Mason (VF : Émilie Rault) : Liz Ortecho
- Nathan Parsons (VF : Jim Redler) : Max Evans
- Lily Cowles (VF : Vanessa Van-Geneugden) : Isobel Evans
- Michael Vlamis (VF : Julien Allouf) : Michael Guerin
- Tyler Blackburn (VF : Stanislas Forlani) : Alex Manes
- Michael Trevino (VF : Donald Reignoux) : Kyle Valenti
- Heather Hemmens (VF : Aurélie Konaté) : Maria DeLuca
- Amber Midthunder (VF : Julie Mouchel) : Rosa Ortecho (depuis la saison 2, récurrente saison 1)

Photos des acteurs
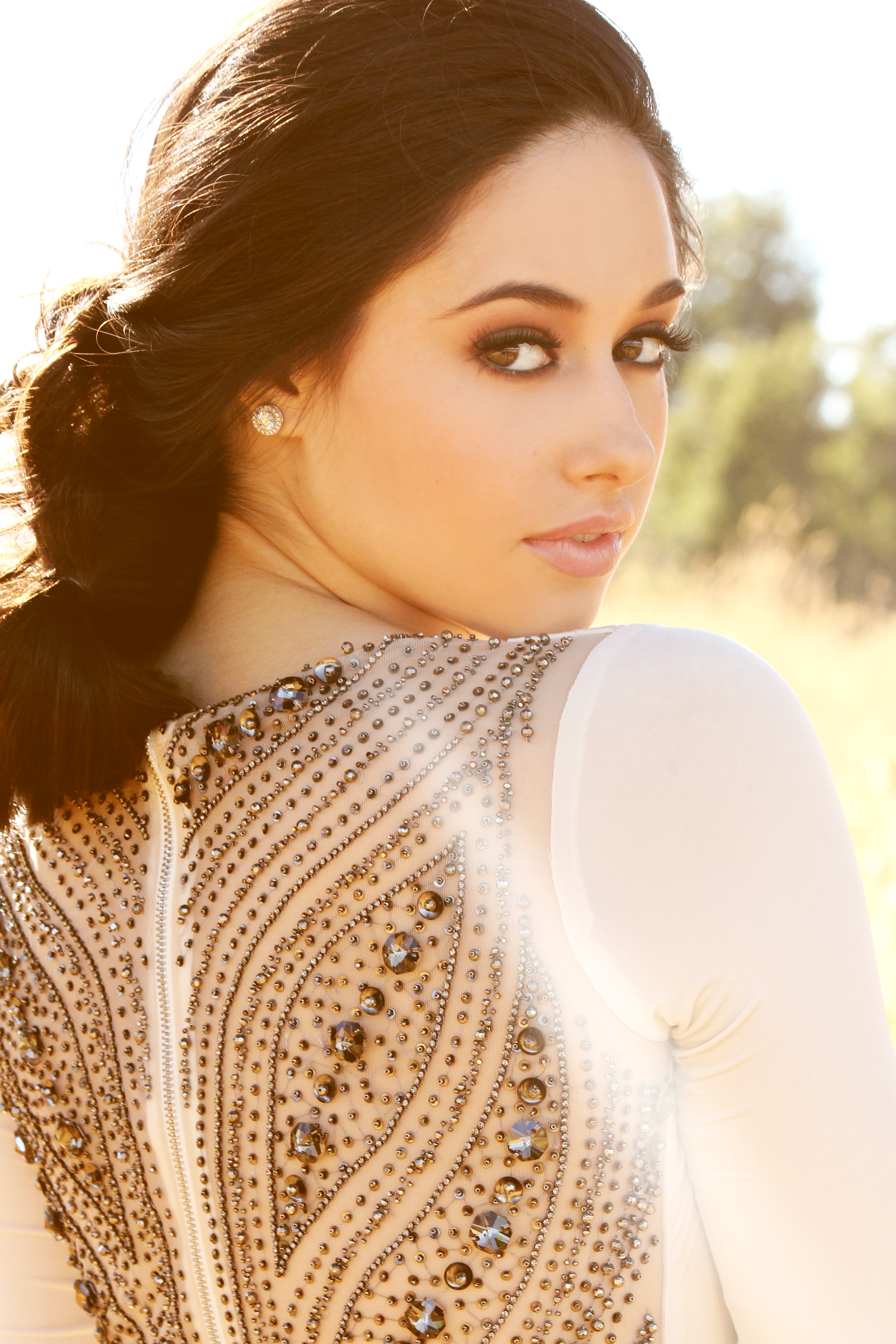
Jeanine Mason
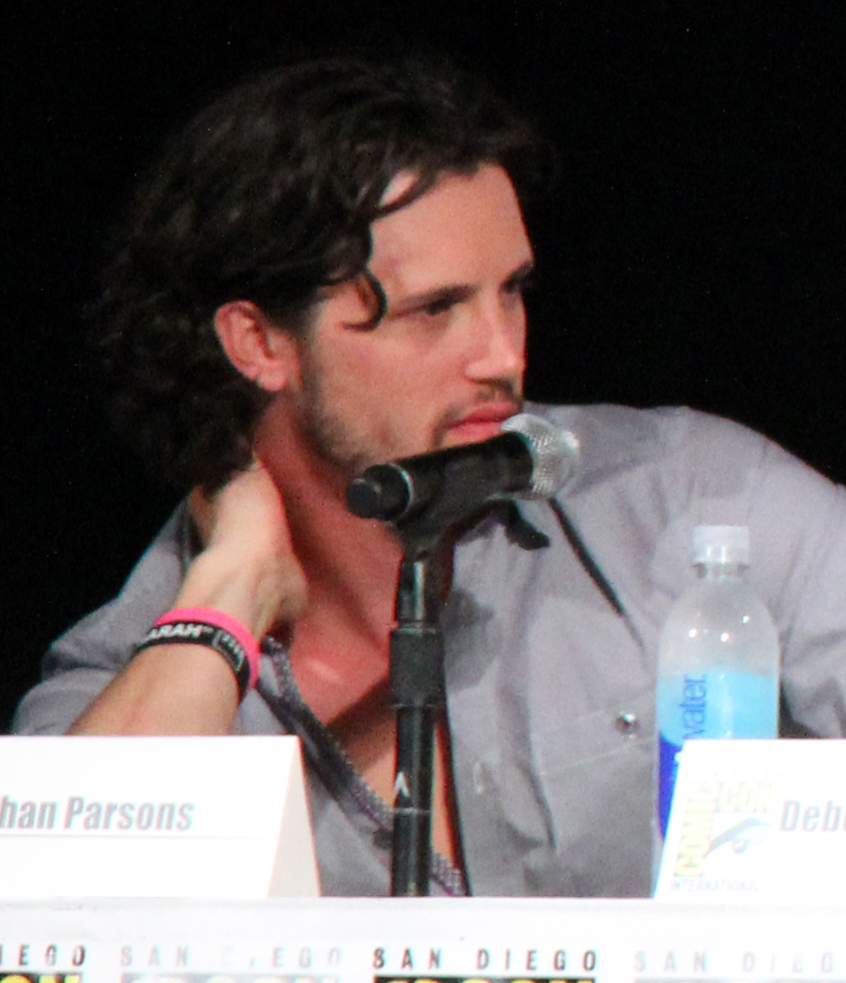
Nathan Parsons
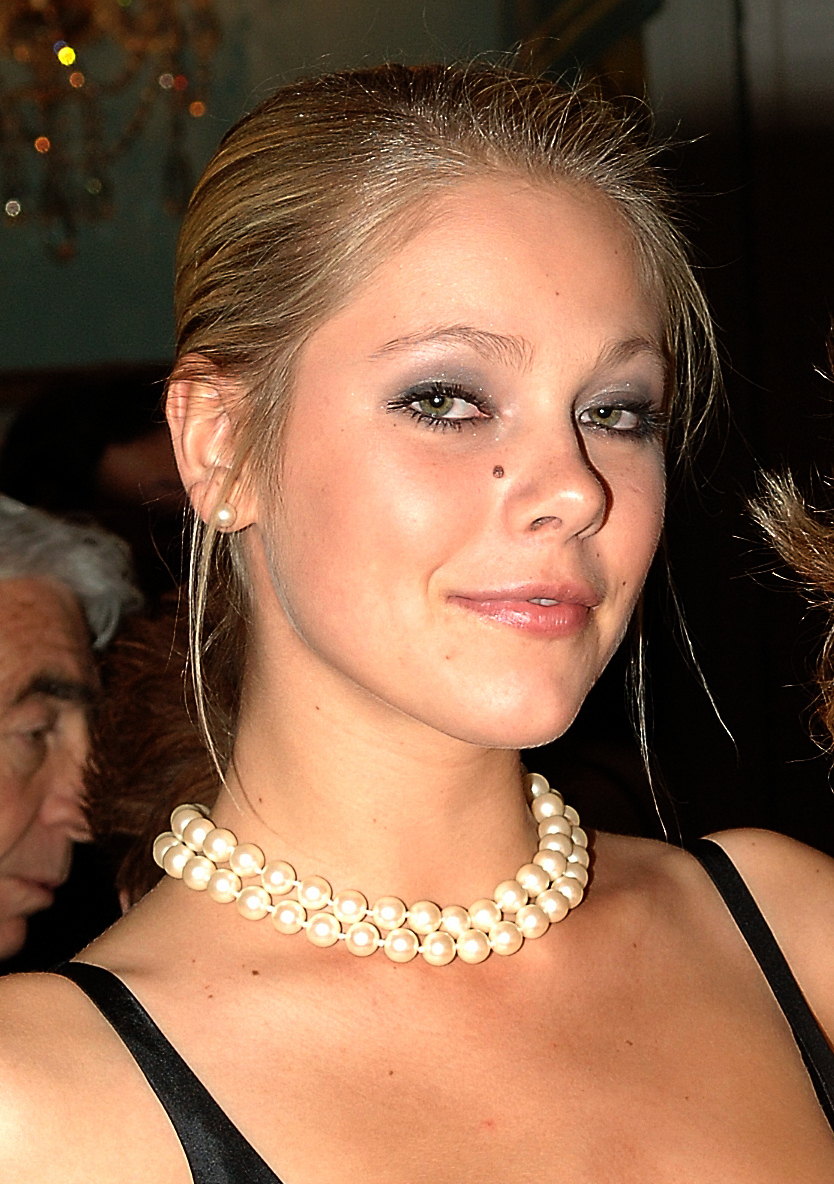
Lily Cowles
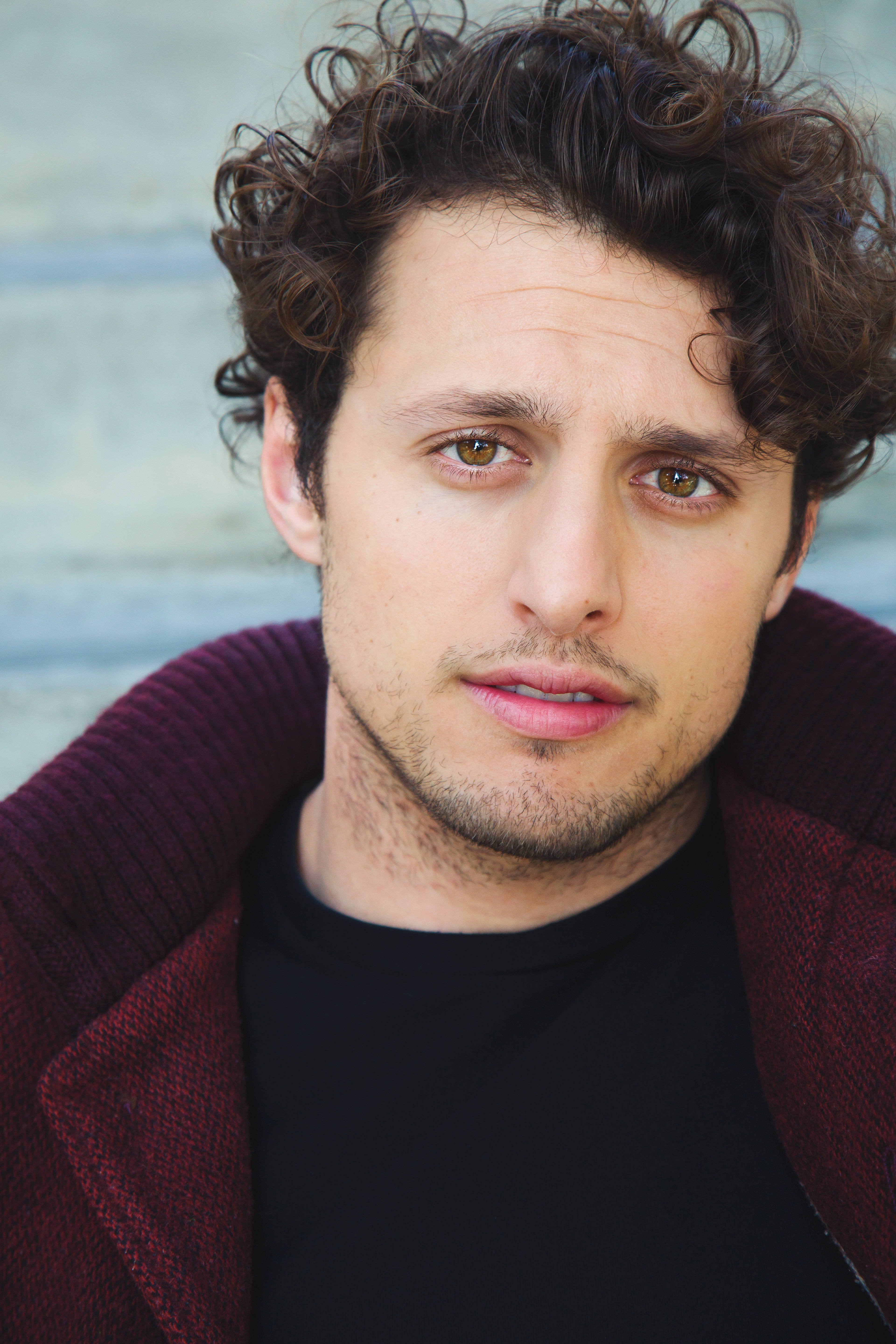
Michael Vlamis
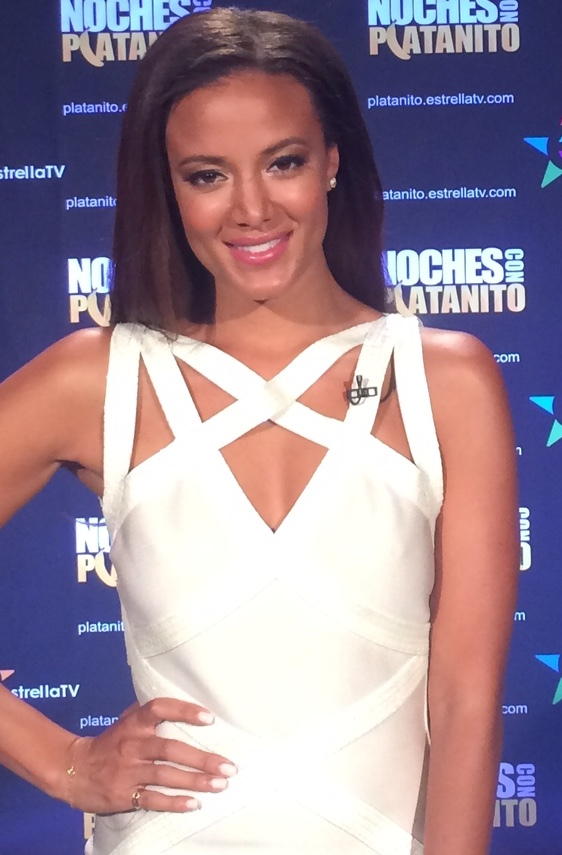
Heather Hemmens
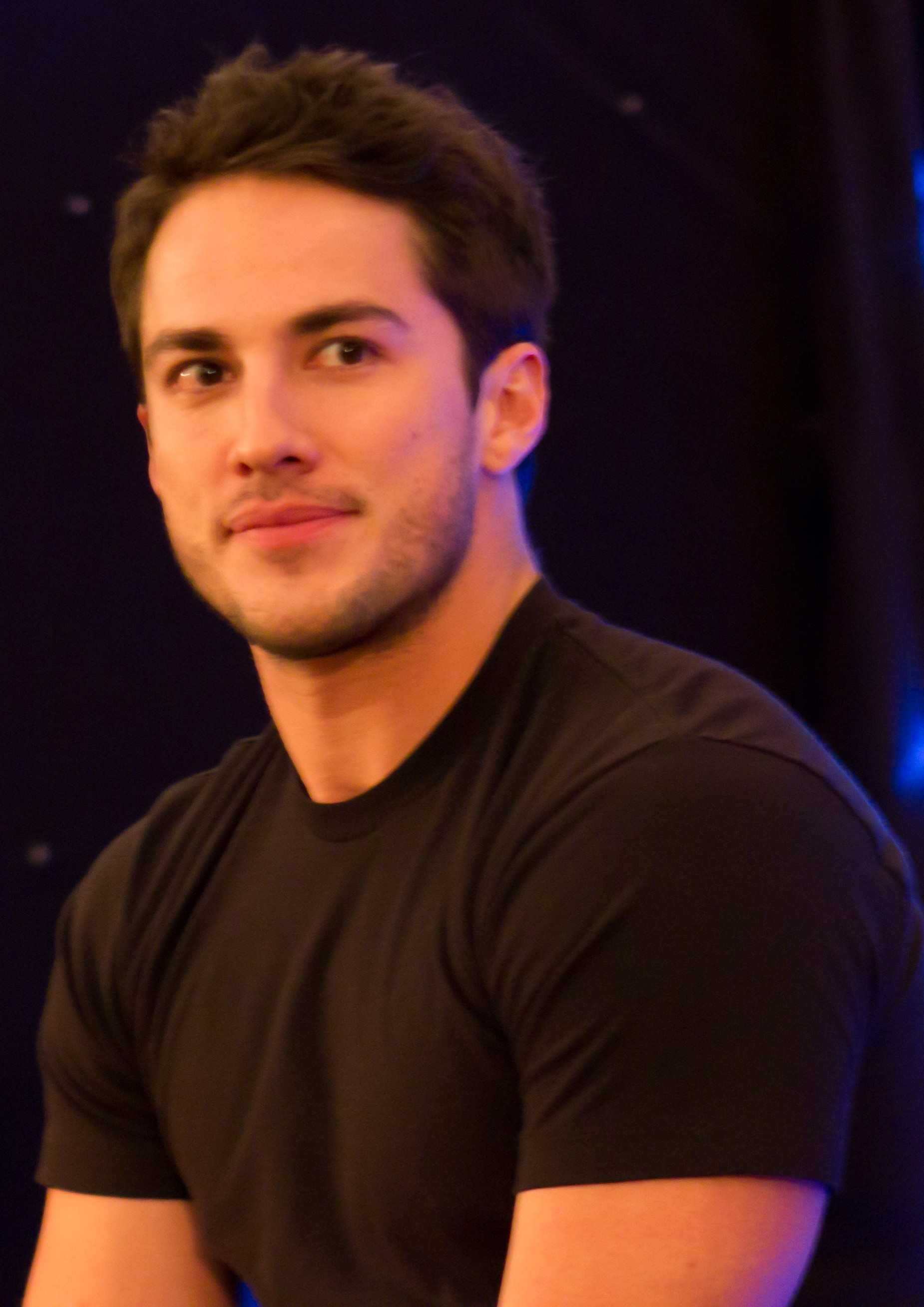
Michael Trevino
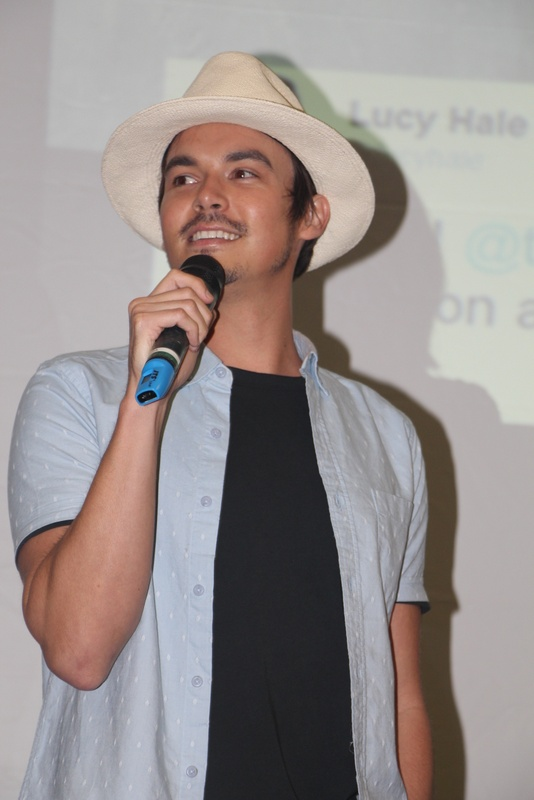
Tyler Blackburn
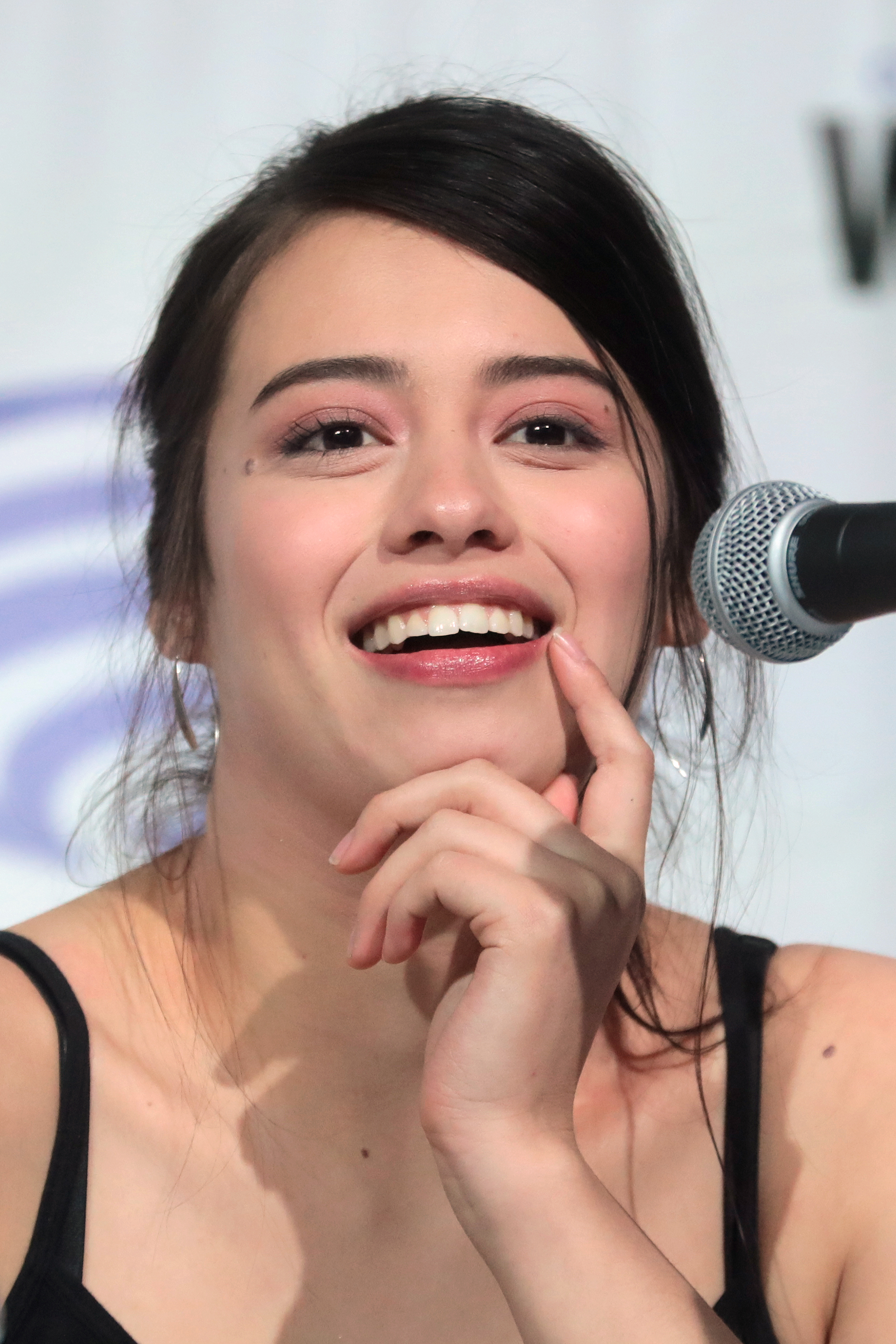
Amber Midthunder

### Anciens acteurs principaux
- Karan Oberoi (VF : Fabien Jacquelin) : Noah Bracken, mari d'Isobel (saison 1, invité saison 2)
- Trevor St. John (VF : Mario Bastelica) : Jesse Manes, père d'Alex (saisons 1 et 2)

### Acteurs récurrents
- Riley Voelkel : Jenna Cameron (depuis la saison 1)
- Rosa Arredondo (VF : Marie Bouvet) : Shérif Michelle Valenti (depuis la saison 1)
- Carlos Compean : Arturo Ortecho (depuis la saison 1)
- Sherri Saum : Mimi DeLuca, mère de Maria (depuis la saison 1)
- Claudia Black : Ann Evans, la mère adoptive de Max et Isobel (saisons 1 et 2)
- Kayla Ewell : Nora Truman, la mère biologique de Michael (depuis la saison 1)
- Kiowa Gordon : Flint Manes, le frère d'Alex Manes (depuis la saison 1)
- Cassandra Jean Amell (en) : Louise Truman, la mère biologique d'Isobel (saison 2)
- Justina Adorno : Steph, la fille du directeur de la chirurgie de l'hôpital (saison 2)
- Gaius Charles (VF : Pascal Vilmen) : Roy Bronson, un fermier de 1947 qui se lie d'amitié avec Nora et tombe amoureux de Louise (saison 2)
- Jason Behr (VF : Antoine Fleury) : Tripp Manes, le grand-oncle d'Alex Manes (saison 2)
- Christian Antidormi : Forrest Long, cousin de Wyatt Long (saison 2)
- Bertila Damas (en) (VF : Daria Levannier) : Helena Ortecho, mère de Liz et Rosa (saison 2)
- Jamie Clayton : Charlie Cameron, la sœur de Jenna Cameron (saison 2)
- Tanner Novlan (en) : Gregory Manes, le frère d'Alex Manes (saison 2)
- Steven Krueger : Heath, le collègue de Liz chez Genoryx (saison 3)
- Michael Grant Terry : Jordan Bernhardt (saison 3)

 Source et légende : version française (VF) sur RS Doublage

## Production

### Développement
Le 15 février 2018, la chaîne The CW commande le pilote d'un reboot de la série Roswell qui sera dirigé et réalisé par Julie Plec. Le scénario de ce reboot sera écrit et produit par Carina Adly MacKenzie, connue pour son travail sur la série The Originals.
Au départ, la production comptait tourner comme pour la série originale, en Californie, mais la CW a tout fait pour permettre aux équipes de tourner au Nouveau-Mexique.
Le 12 mai 2018, The CW officialise la commande de la série. Quelques jours plus tard, elle dévoile que le lancement est prévu pour la mi-saison 2018-2019. Le tournage a débuté le 13 août 2018 à Las Vegas et à Santa Fe, au Nouveau-Mexique.
Le 18 novembre, il a été annoncé que la série sera diffusée à partir du 15 janvier 2019 avec treize épisodes.
De plus, l'ancien interprète de Vampire Diaries, Paul Wesley et Shiri Appleby, vedette de la série originale Roswell, sont tous les deux passés derrière la caméra pour réaliser chacun les épisodes 7 et 9 de la première saison.
Le 24 avril 2019, la série est renouvelée pour une deuxième saison.
Le 7 janvier 2020, The CW la série est renouvelée pour une troisième saison.
Le 3 février 2021, la série est renouvelée pour une quatrième saison dont le tournage a commencé en août 2021 et s'est terminée en janvier 2022.
Le 12 mai 2022, la diffusion de la quatrième saison est confirmée au 6 juin 2022. Cependant, la série n'aura pas de cinquième saison du fait de son annulation.

### Attribution des rôles
Le 6 mars 2018, la distribution du reboot est révélée : Jeanine Mason interprétera le rôle de Liz Ortecho ; Nathan Parsons le rôle de Max ; Tyler Blackburn en tant qu'Alex Manes ; Michael Vlamis tiendra le rôle de Michael ; Lily Cowles le rôle d'Isobel et Heather Hemmens celui de Maria,.
Le 25 avril 2019, la production promut Amber Midthunder à la distribution principale dès la deuxième saison.

### Fiche technique
- Titre original et français : Roswell, New Mexico
- Titre québécois : Roswell : Nouveau-Mexique
- Développement : Julie Plec
- Scénario : Carina Adly MacKenzie, Eva McKenna, Vincent Ingrao, Rick Montano, Danny Tolli, Glenn Farrington, Miguel Noll et Sabir Pirzada
- Musique : Dennis Smith, Michael Suby, Paul Karasick et Peter Basinski
- Direction artistique : Jasmine Garnet
- Décors : Wendy Ozols-Barnes et Wilhelm Pfau
- Costumes : Andrea Federman et Nancy Ceo
- Photographie : David Daniel, Roger Chingirian, Rich Paisley et Alan Caso
- Montage : Karen Castañeda et Rachel Katz-Overstreet
- Casting : Jo Edna Boldin, Marie A. Kohl, Lesli Gelles-Raymond et Greg Orson
- Production : James L. Thompson III et Ken Topolsky
- Co-production déléguée : Tim Andrew
- Production déléguée : Julie Plec, Carina Adly MacKenzie, Brett Matthews, Justin Falvey, Darryl Frank, Lawrence Bender, Kevin Kelly Brown[17]
- Sociétés de production : Amblin Television, My So-Called Company, Bender Brown Productions, CBS Television Studios et Warner Bros. Television
- Société de distribution : The CW Television Network (États-Unis)
- Pays de production :  États-Unis
- Langue originale : anglais
- Format : couleur
- Genre : drame, science-fiction, romance
- Durée : 42 minutes
- Public : n/a

## Épisodes
| Saisons | Saisons | Nombre d'épisodes | Diffusion originale sur The CW | Diffusion originale sur The CW | Diffusion originale sur The CW |
| Saisons | Saisons | Nombre d'épisodes | Année                          | Début de saison                | Fin de saison                  |
| ------- | ------- | ----------------- | ------------------------------ | ------------------------------ | ------------------------------ |
|         | 1       | 13                | 2019                           | 15 janvier 2019                | 23 avril 2019                  |
|         | 2       | 13                | 2020                           | 16 mars 2020                   | 15 juin 2020                   |
|         | 3       | 13                | 2021                           | 26 juillet 2021                | 11 octobre 2021                |
|         | 4       | 13                | 2022                           | 6 juin 2022                    | 5 septembre 2022               |

### Première saison (2019)
1. Retour à Roswell[18] (Pilot)
2. So Much for the Afterglow
3. Tearin' Up My Heart
4. Where Have All the Cowboys Gone
5. Don't Speak
6. Smells Like Teen Spirit
7. I Saw the Sign
8. Barely Breathing
9. Songs About Texas
10. I Don't Want to Miss a Thing
11. Champagne Supernova
12. Creep
13. Recovering the Satellites

### Deuxième saison (2020)
Elle est diffusée depuis le 16 mars 2020.
1. Stay (I Missed You)
2. Ladies and Gentlemen We Are Floating in Space
3. Good Mother
4. What If God Was One of Us?
5. I'll Stand By You
6. Sex and Candy
7. Como La Flor
8. Say It Ain't So
9. The Diner
10. American Woman
11. Linger
12. Crash Into Me
13. Mr Jones

### Troisième saison (2021)
Elle est diffusée depuis le 26 juillet 2021.
1. Hands
2. Give Me One Reason
3. Black Hole Sun
4. Walk on the Ocean
5. Killing Me Softly With His Song
6. Bittersweet Symphony
7. Goodnight Elizabeth
8. Free Your Mind
9. Tones Of Home
10. Angels Of The Silences
11. 2 Become 1
12. I Ain't Goin' Out Like That
13. Never Let You Go

### Quatrième saison (2022)
Cette dernière saison de treize épisodes est diffusée depuis le 6 juin 2022.
1. Steal My Sunshine
2. Fly
3. Subterranean Homesick Alien
4. Dear Mama
5. You Get What You Give
6. Kiss from a Rose
7. Dig Me Out
8. Missing My Baby
9. Wild Wild West
10. Down in a Hole
11. Follow You Down
12. Two Sparrows in a Hurricane
13. How's It Going to Be

## Accueil

### Audiences
| Saisons | Saisons | Nombre d'épisodes | Jour et heure de diffusion | Diffusion originale sur The CW | Diffusion originale sur The CW | Année | Audience moyenne (en millions) | Audience moyenne (en millions) | Audience moyenne (en millions) |
| Saisons | Saisons | Nombre d'épisodes | Jour et heure de diffusion | Début de saison                | Fin de saison                  | Année | Première                       | Finale                         | Moyenne                        |
| ------- | ------- | ----------------- | -------------------------- | ------------------------------ | ------------------------------ | ----- | ------------------------------ | ------------------------------ | ------------------------------ |
|         | 1       | 13                | Mardi à 21 h               | 15 janvier 2019                | 23 avril 2019                  | 2019  | 1.51                           | 1.03                           | 1.06                           |
|         | 2       | 13                | Lundi à 21 h               | 16 mars 2020                   | 15 juin 2020                   | 2020  | 0.75                           | 0.65                           |                                |
|         | 3       | 13                | Lundi à 21 h               | 26 juillet 2021                | 11 octobre 2021                | 2021  | 0.61                           | 0.38                           |                                |
|         | 4       | 13                |                            | 2022                           | 2022                           | 2022  |                                |                                |                                |

La meilleure audience de la série a été réalisée par le premier épisode de la première saison, Pilote, avec 1,512 millions de téléspectateurs.
La pire audience a été réalisée par le treizième épisode de la troisième saison, Never Let You Go, avec seulement 380 000 téléspectateurs.

### Critiques

#### Bonnes critiques
ComicBook.com : « dans l’ensemble, Roswell, New Mexico apporte une combinaison délicieuse de relations électriques, de drama agréablement soap, mélangés à une histoire qui a quelque chose à dire. Essayez et il est probable que vous reveniez la semaine suivante pour en voir plus. »
Cine series : « Roswell, New Mexico se veut plus que jamais témoin de l’Amérique d’aujourd’hui »,.

#### Mauvaises critiques
TV Guide : le fait que « Roswell, New Mexico tente de dire quelque chose sur le monde dans lequel nous vivons aujourd'hui est louable. Cependant, le reboot n'arrive pas à tenir son approche centrée sur l'immigration et n'ajoute rien de nouveau ni d'intéressant au débat. »
Le San Francisco Chronicle : « Les performances du casting sont des caricatures de Millennials, du genre qui confondent polo avec polio comme dans Three Billboards ! »
Ciné séries : « Le visionnement du première épisode de Roswell, New Mexico suffit pour constater que la série n'est pas d'une grande qualité, mais la dénonciation de la politique de Trump lui offre tout de même un mince intérêt. »